# Ephippiochthonius nerjaensis
Espèce
Synonymes
- Chthonius nerjaensis Carabajal Márquez, Garcia Carrillo & Rodríguez Fernández, 2001

Ephippiochthonius nerjaensis est une espèce de pseudoscorpions de la famille des Chthoniidae.

## Distribution
Cette espèce est endémique d'Andalousie en Espagne. Elle se rencontre dans la grotte Cueva de Nerja à Nerja.

## Description
La femelle holotype mesure 1,88 mm.
Les mâles mesurent de 1,40 à 1,50 mm et les femelles de 1,86 à 1,88 mm.

## Étymologie
Son nom d'espèce, composé de nerja et du suffixe latin -ensis, « qui vit dans, qui habite », lui a été donné en référence au lieu de sa découverte, Nerja.

## Publication originale
- Carabajal Márquez, García Carrillo & Rodríguez Fernández, 2001 : Description of four new cave-dwelling pseudoscorpions from Andalucia, Spain (Arachnida, Pseudoscorpionida, Chthoniidae). Zoologica Baetica, vol. 12, p. 169-184 (texte intégral).